# Ursus etruscus
Ursus etruscus és una espècie extinta de mamífer carnívor de la família dels ossos (Ursidae) que visqué al Vell Món entre el Pliocè i el Plistocè. Se n'han trobat restes fòssils a Alemanya, Croàcia, Espanya (incloent-hi el jaciment de Casablanca 1, a la Plana Baixa), França, Geòrgia, Grècia, Hongria, Israel, Itàlia, el Marroc, Romania, Rússia i el Tadjikistan. És un avantpassat de l'os bru d'avui en dia (U. arctos), que conserva la seva dieta omnívora i les seves dimensions relativament mitjanes en comparació amb altres ossos. Una altra branca de descendents de U. etruscus conduí a U. deningeri, de constitució més robusta i hàbits més herbívors.